# Port lotniczy Poum-Malabou
Port lotniczy Poum - Malabou (IATA: PUV, ICAO: NWWP) – port lotniczy zlokalizowany w miejscowości Poum (Nowa Kaledonia).